# Urciers
Urciers é uma comuna francesa na região administrativa do Centro, no departamento Indre. Estende-se por uma área de 19 km². Em 2010 a comuna tinha 251 habitantes (densidade: 13,2 hab./km²).